# Manuel Abad y Queipo
Manuel Abad y Queipo (Vilarpedre, Grandas de Salime, Astúries, 26 d'agost de 1751 - convent de Sisla, Toledo, 1825) fou un religiós asturià que va exercir el càrrec de bisbe de Michoacán a Mèxic, i va arribar a ser ministre a Espanya.
Després d'estudiar a Catalunya per a sacerdot va ser destinat a Amèrica. Allí va ser triat bisbe de Valladolid, en l'estat mexicà de Michoacán. Va proposar diverses reformes en l'administració per evitar la insurrecció dels nadius, va mostrar davant Ferran VII d'Espanya (1814) el seu desacord amb l'actuació del virrei Calleja, la qual cosa li va valer ser destituït com a bisbe i acusat de traïció pel Sant Ofici, doncs va propugnar davant la Regència una legislació agrària que permetés el repartiment als indis de terres realengas i el seu accés al cultiu dels latifundis.
En 1816 va ser nomenat Ministre de Gràcia i Justícia per Ferran VII, encara que només va ocupar el seu càrrec durant tres dies, ja que va ser destituït.
Després de produir-se l'aixecament i haver criticat l'actuació espanyola va haver d'afrontar diverses acusacions davant la Inquisició a Espanya, malgrat la seva postura contrària a la revolta i d'haver excomunicat a l'insurgent Miguel Hidalgo. Finalment, va ser absolt de l'acusació de traïció a la corona.
En 1820 va ser triat bisbe de Tortosa, encara que va ocupar el càrrec de manera informal durant el Trienni Liberal, ja que no va rebre la confirmació papal. En 1823, perseguit, de nou, pels absolutistes, va ser reclòs en el monestir toledà de Sisla, on va passar els seus dos últims anys de vida i on va morir abans de complir la condemna de 6 anys que li havia estat imposada.

## Edictes i cartes publicades
- Edicto instructivo sobre la revolución del cura de los Dolores y sus secuaces, el 1810.
- Carta pastoral sobre la insurrección de los pueblos del Obispado de Michoacán, el 1811.
- Carta pastoral sobre el riesgo que amenaza la insurrección de Michoacán a la libertad y a la religión, el 1813.